# Таранджиев, Стоян
Стоян Алексов Таранджиев— болгарский революционер, член ВМОРО в Петриче.

## Биография
Стоян Таранджиев родился в 1886 году в городе Петрич, в семье ремесленников. Учился в болгарской средней школы в своем родном городе. Работал сапожником и членом местной обувной гильдии. Оказался слишком молод, когда решил вступить в ВМОРО.
6 февраля 1908 принял участие в районной конференции ВМОРО в селе Долна-Рибница. Погиб вместе с лидером Манушем Георгиевым в битве с турецкими войсками и башибузуками на следующий день. 